# Enroque
El enroque es un movimiento especial en el juego de ajedrez que involucra al rey y a una de las torres del jugador. Es el único movimiento en el ajedrez en el que un jugador mueve dos piezas a la vez. El enroque consiste en mover el rey dos casillas hacia la torre en la primera fila del jugador, y luego mover la torre al escaque sobre el que el rey ha cruzado. El enroque puede hacerse si el rey y la torre involucrada nunca han sido movidos, las casillas entre el rey y la torre involucrados están desocupados, el rey no está en jaque, y ninguna de las casillas por las que el rey pasará, o quedará, esté bajo ataque. El enroque es una de las reglas del ajedrez y es técnicamente un movimiento del rey. Este lance ordinariamente tiene un carácter defensivo.
La notación para el «enroque», tanto en el sistema descriptivo como algebraico, es 0-0 con la torre flanco del rey y 0-0-0 con la torre flanco de la dama. (En PGN, en su lugar se utilizan O-O y O-O-O). Muchas veces, el enroque en el flanco de rey se denomina enroque corto y el enroque por el flanco de dama se denomina enroque largo, la diferencia radica en si la torre se mueve una «distancia corta» (dos casillas) o una «distancia larga» (tres escaques).
El enroque fue añadido al ajedrez europeo en algún momento de los siglos XIV o XV y no se desarrolló en su forma actual hasta el siglo XVII. Las versiones asiáticas de ajedrez no tienen este movimiento.

## Tipos de enroque

### Enroque corto
Se hace con la torre más cercana al rey (0-0).

### Enroque largo
Se hace con la torre más lejana al rey (0-0-0).

## Condiciones de enroque
El enroque es permisible si y solo si se cumplen todas las siguientes condiciones (Schiller 2001:19):
1. El rey nunca se movió.
2. La torre a usar en el enroque nunca fue movida.
3. El rey no está en jaque.
4. Ninguno de los escaques por los que el rey pasará o quedará, está bajo ataque.[6]
5. Los escaques entre el rey y la torre estén desocupados.

La condición del 4 se pueden resumir con la frase nemotécnica: «Uno no puede enrocar de, a través de, o en jaque».
Es común pensar que las reglas para el enroque son más rigurosas que en la realidad. Para clarificar:
- La torre escogida puede estar bajo ataque.
- En el enroque largo, el escaque al lado de la torre puede ser objeto de ataque cuando se realiza enroque.
- El rey pudo haber estado en jaque antes en el juego (siempre que el rey no se mueva cuando se resuelva el jaque).

En el ajedrez con hándicap en que se dan las probabilidades de una torre, el jugador todavía puede dar desacuerdo con la torre a enrocar ausente, moviendo solo al rey.

## Cuándo enrocar
No hay ninguna regla que diga que en el juego se debe hacer el enroque, pero el consenso es que cuanto antes, mejor. Es imposible enrocar antes del cuarto movimiento (hay que quitar el caballo y el alfil del camino, lo que implica también un movimiento de un peón). Desde el momento en que es posible el enroque, el jugador tiene que evaluar si vale la pena proteger al rey, o si es más interesante desarrollar alguna jugada o responder a alguna amenaza.

## Estrategia
El enroque es un objetivo importante en la apertura, ya que sirve a dos propósitos valiosos: mueve al rey a una posición más segura lejos del centro del tablero, y mueve la torre a una posición más activa en el centro del tablero (en el que incluso es posible dar jaque mate con el enroque).
La decisión en cuanto a qué lado enrocar generalmente depende de una evaluación del equilibrio entre la seguridad del rey y de la actividad de la torre. Ordinariamente, el enroque corto es un poco más seguro, porque el rey termina más cerca del borde del tablero y todos los peones en el lado enrocado son defendidos por el rey. En el enroque largo, el rey se coloca más cerca del centro y el peón de la columna "a" está indefenso; por lo general el rey es lo que se mueve a la fila "b" para defender el peón "a" y para mover al rey lejos del centro del tablero. Además, el enroque largo requiere mover a la dama; por lo tanto, puede tomar un poco más de tiempo lograr que enroque. Por otro lado, en el enroque largo la torre es más eficaz - en la fila "d" central. Generalmente se activa de inmediato, mientras que con el flanco de rey se puede necesitar el enroque tempo para mover la torre a un escaque más eficaz.
Es común para ambos jugar a la torre flanco de rey, y poco común para ambos jugadores jugar a la torre flanco de la dama. Si un jugador enroca al rey y al otro flanco de la dama, se le llama enroque opuesto (o lado opuesto). El enroque en los lados opuestos, usualmente resulta en una feroz lucha, ya que los peones de ambos jugadores están libres para avanzar a atacar al rey adversario en posición de enroque del rey adversario sin exponer a su propio rey del jugador enrocado. Un ejemplo es el Ataque Yugoslavo, en la Variante del Dragón de la Defensa siciliana.
Si el rey se ve obligado a moverse antes de que tenga la oportunidad de enroque, el jugador todavía podría maniobrar al rey hacia el borde del tablero y la torre correspondiente hacia el centro. Cuando un jugador asume tres o cuatro movimientos para enrocar pudiéndose lograr en un solo movimiento, generalmente se lo denomina: enroque artificial, o enroque con la mano.

## Reglamento del torneo
Bajo las estrictas reglas de marcación por movimientos forzados en la mayoría de los torneos, el enroque es considerado un movimiento rey. Pero bajo las reglas actuales de la Federación estadounidense de Ajedrez, un jugador que tiene la intención de enrocar y primero toca al torre  no sufriría ninguna pena, y quedará autorizada para realizar al enroque, siempre que el enroque sea legal en la posición. Aun así, la forma correcta de enroque es mover primero al rey. Como es habitual, la mente del jugador puede cambiar entre todos los escaques de destino legales para el rey hasta que es liberado. Cuando se haya completado el movimiento de dos escaques del rey, sin embargo, el jugador ha elegido formalmente enroque (si es legal), y la torre debe moverse como consecuencia. Un jugador que lleva a cabo un enroque prohibido debe devolver al rey y la torre a sus lugares de origen y luego mover el rey, si hay otra jugada legal del rey, incluido el enroque por el otro lado. Si no hay ningún movimiento legal del rey, la regla de marcación por movimiento no se aplica a la torre.
También es requerido por las reglas oficiales que se complete todo el movimiento utilizando solo una mano. Ninguna de estas reglas son aplicadas comúnmente en el juego aficionado, ni sabidas generalmente por los jugadores no competitivos.
El derecho al enroque debe ser el mismo en las tres posiciones para un reclamo válido de tablas bajo la regla de la triple repetición.

## Variantes y problemas del ajedrez
En algunas variantes del ajedrez, por ejemplo, el ajedrez 960, se han modificado las reglas del enroque para manejar situaciones de partida modificadas. El enroque también se puede adaptar a las grandes variantes del ajedrez, como el ajedrez de Capablanca, que se juega en un tablero de 10 × 8.
En los problemas de ajedrez, se asume que el enroque se permite si este parece posible, a menos que pueda demostrarse mediante análisis retrospectivo que sea el rey o la torre elegida el o la que haya movido previamente.

## Ejemplos notables
Viktor Korchnoi, en su candidatura de partida final con Anatoli Karpov en 1974, hizo su famosa pregunta el árbitro si el enroque era legal cuando la torre a enrocar estaba bajo ataque. La respuesta fue afirmativa, y Korchnoi terminó ganando el juego. 
- En la partida de 1973 en Dublín entre Wolfgang Heidenfeld y Nick Kerins, se produjeron tres enroques. Por supuesto, el tercero (el segundo de las blancas) era ilegal. El juego fue como sigue:[11]1.e4 e6 2.d4 d5 3.Be3 Nf6 4.e5 Nfd7 5.f4 c5 6.c3 Nc6 7.Nf3 Qb6 8.Qd2 c4 9.Be2 Na5 10.0-0 f5 11.Ng5 Be7 12.g4 Bxg5 13.fxg5 Nf8 14.gxf5 exf5 15.Bf3 Be6 16.Qg2 0-0-0 17.Na3 Ng6 18.Qd2 f4 19.Bf2 Bh3 20.Rfb1 Bf5 21.Nc2 h6 22.gxh6 Rxh6 23.Nb4 Qe6 24.Qe2 Ne7 25.b3 Qg6+ 26.Kf1 Bxb1 27.bxc4 dxc4 28.Qb2 Bd3+ 29.Ke1 Be4 30.Qe2 Bxf3 31.Qxf3 Rxh2 32.d5 Qf5 33.0-0-0 Rh3 34.Qe2 Rxc3+ 35.Kb2 Rh3 36.d6 Nec6 37.Nxc6 Nxc6 38.e6 Qe5+ 39.Qxe5 Nxe5 40.d7+ Nxd7 0–1

- Tim Krabbé redactó un problema humorístico de ajedrez que involucraba un enroque vertical (rey en e1, torre promovida en e8). La laguna en la definición de enroque en que se basó este problema se eliminó gracias al nuevo requisito de que la torre a enrocar debe ocupar la misma fila que el rey.

### Juego de Averbaj
En este juego entre Yuri Averbaj y Cecil Purdy, las negras enrocan flanco de dama. Averbaj señaló que la torre pasó por encima de una plaza controlada por el blanco y pensó que era ilegal. Purdy demostró que el enroque es legal ya que esto solo se aplica al rey, a la que Averbaj respondió: «Solo el rey? ¿No es la torre?»
|       |       |       |       |       |       |       |       |    |  |
|       | a8 rd | b8 nd | c8    | d8    | e8    | f8 rd | g8    | h8 |  |
| a7 pd | b7 bd | c7 pd | d7 pd | e7 qd | f7    | g7 pd | h7    |    |  |
| a6    | b6 pd | c6    | d6    | e6 pd | f6 nl | g6    | h6    |    |  |
| a5    | b5    | c5    | d5    | e5    | f5    | g5    | h5    |    |  |
| a4    | b4    | c4    | d4 pl | e4    | f4    | g4 nl | h4 pl |    |  |
| a3    | b3    | c3    | d3    | e3    | f3    | g3 pl | h3    |    |  |
| a2 pl | b2 pl | c2 pl | d2    | e2 bl | f2 pl | g2    | h2 rl |    |  |
| a1 rl | b1    | c1    | d1    | e1 kl | f1    | g1 kd | h1    |    |  |
|       |       |       |       |       |       |       |       |    |  |

### Juego de Lasker
En este juego entre Edward Lasker y Sir George Alan Thomas (Londres 1912), las negras acababan jugado 17...Kg1. Las blancas podrían haber dado jaque mate por 18.0-0-0# pero en vez jugado 18.Kd2#. (Véase Juegos notables de Edward Lasker.)

### Prins contra Day
Este juego entre Lodewijk Prins y Lawrence Day terminó en jaque mate por enroque: 31...0-0-0#. (Véase Juegos notables de ajedrez de Lawrence Day.)
|       |       |       |       |       |       |       |       |       |  |
|       | a8    | b8    | c8 bd | d8 kd | e8    | f8 bd | g8    | h8 rd |  |
| a7    | b7    | c7 pd | d7    | e7 nd | f7    | g7 pd | h7 pd |       |  |
| a6 pd | b6    | c6 pd | d6    | e6    | f6    | g6    | h6    |       |  |
| a5    | b5    | c5    | d5    | e5 pd | f5    | g5    | h5    |       |  |
| a4    | b4    | c4    | d4    | e4 pl | f4    | g4    | h4    |       |  |
| a3    | b3    | c3 nl | d3    | e3 bl | f3    | g3    | h3    |       |  |
| a2 pl | b2 rd | c2 pl | d2    | e2    | f2 pl | g2 pl | h2 pl |       |  |
| a1 rl | b1    | c1    | d1    | e1 kl | f1    | g1    | h1 rl |       |  |
|       |       |       |       |       |       |       |       |       |  |

### Feuer contra O'Kelly
En el juego de Feuer-O'Kelly, Campeonato de Bélgica de 1934, Feuer perpetró lo que más tarde llegó a ser conocido como una famosa trampa de apertura contra O'Kelly cuando enrocó a flanco de dama haciendo jaque, atacando al mismo tiempo y ganando la torre de O'Kelly en b2, que había capturado, en ese escaque, al peón de Feuer.

## Notación
En la notación de ajedrez, tanto descriptiva como la algebraica, el enroque es anotado de la siguiente forma:
- Enroque corto: O–O
- Enroque largo: O–O–O

## Etimología
El término enroque proviene del persa Rukh, que significa «carro de guerra» y el pájaro mítico de gran poder llamado roc.

## Referencia a
1. ↑  Real Academia Española. «enroque». Diccionario de la lengua española (23.ª edición).
2. ↑  Javier Cruz Torres. «Aprende ajedrez y diviértete». Escuela Nacional Colegio de Ciencias y Humanidades. Consultado el 19 de octubre de 2024.
3. ↑  «Laws of Chess». traducidas por la FEDA (Federación Española de Ajedrez). Archivado desde el original el 2 de noviembre de 2013. (El enroque está en la regla 3.8)
4. ↑  Hooper y Whyld, 1992, p. 71.
5. ↑  Hooper y Whyld, 1992.
6. ↑  «http://www.fide.com/fide/handbook.html?id=124&view=article».
7. ↑  Véase e.j. http://www.chessvariants.org/d.chess/castlefaq.html
8. ↑  
Abrahams, Gerald (1948). Chess. Teach Yourself Books. English Universities Press. p. 59.
9. 1 2  Just y Burg, 2003, p. 13-14,17-18,23.
10. ↑  «Korchnoi vs. Karpov».
11. ↑  «Chess Records» (en inglés). Tim Krabbé (clic en: "Greatest number of castlings").
12. ↑  «Averbakh vs. Purdy».
13. ↑  Evans 1970:38-39
14. ↑  Lombardía y Daniels 1975:188
15. ↑  «Ed. Lasker vs. Thomas, London 1912».
16. ↑  Edward Lasker, Chess for Fun and Chess for Blood, Publicaciones Dover, 1962, p. 120.
17. ↑  «Prins vs. Day».